# Rhynchonema lyngei
Rhynchonema lyngei is een rondwormensoort uit de familie van de Xyalidae. De wetenschappelijke naam van de soort is voor het eerst geldig gepubliceerd in 1940 door Allgén.